# Robert C. Wood
Pour les articles homonymes, voir Robert Wood et Wood.
Robert Coldwell Wood, né le 16 septembre 1923 à Saint-Louis (Missouri) et mort le 1er avril 2005 à Boston (Massachusetts), est un scientifique, enseignant et homme politique américain. Membre du Parti démocrate, il est secrétaire au Logement et au Développement urbain en 1969 dans l'administration du président Lyndon B. Johnson.

## Biographie

### Jeunesse
Fils de Marie Wood (née Bradshaw) et Thomas Frank Wood, Robert Coldwell Wood naît le 16 septembre 1923 à Saint-Louis (Missouri). Il gagne une bourse d'études pour entrer à l'université de Princeton mais ses études sont interrompues par la Seconde Guerre mondiale où il sert dans l'armée des États-Unis. Il participe à la bataille des Ardennes, est décoré de la Bronze Star et est promu au rang de sergent.
Diplômé de l'université de Princeton après la guerre, il est diplômé trois fois à l'université Harvard (maîtrise en administration publique, maîtrise et doctorat en gouvernance).

### Carrière professionnelle et politique
Il enseigne les sciences politiques à l'Institut de technologie du Massachusetts de 1959 à 1965. De 1965 à 1969, Robert C. Wood est sous-secrétaire au nouveau département du Logement et du Développement urbain des États-Unis sous la présidence de Lyndon B. Johnson. En 1968, il se voit décerner la médaille Wiener en cybernétique par l'American Society for Cybernetics. Après la démission de Robert C. Weaver, Robert C. Wood prend ses fonctions pendant deux semaines en tant que secrétaire au Logement et au Développement urbain des États-Unis, le temps que George W. Romney reprenne le poste.
Il retourne travailler à l'Institut et y dirige le Joint Center for Urban Studies. Dans le même temps, il est nommé à la tête de la Massachusetts Bay Transportation Authority (MBTA).
De 1970 à 1977, il préside l'université du Massachusetts et participe à son extension, avec notamment l'intégration du UMass Medical Center de Worcester. Il joue également un rôle clé dans le déplacement de la John F. Kennedy Library à Columbia Point, à côté de UMass Boston. Par ailleurs, il enseigne à l'université Wesleyenne.

### Vie privée
Robert C. Wood se marie avec Margaret Byers Wood le 22 mars 1952. Ils ont trois enfants : Frank, Frances et Margaret.

### Décès
Robert C. Wood meurt le 1er avril 2005 d'un cancer de l'estomac à son domicile à Boston. Ses obsèques sont célébrées le 11 avril à la cathédrale Saint-Paul à Boston.

## Publications
Les publications les plus célèbres de Robert C. Wood sont les suivantes :
- 1958 : Suburbia: Its People and Their Politics
- 1959 : Metropolis against Itself
- 1961 : 1400 Governments; The Political Economy of the New York Metropolitan Region (co-écrit avec Vladimir V. Almendinger)
- 1972 : The Necessary Majority: Middle America and the Urban Crisis
- 1993 : Whatever Possessed the President? Academic Experts and Presidential Policy, 1960-88
- 1995 : Turnabout Time: Public Higher Education in the Commonwealth (co-écrit avec Richard A. Hogarty et Aundrea E. Kelley)